# Radisele
Radisele è un villaggio del Botswana situato nel distretto Centrale, sottodistretto di Serowe Palapye. Il villaggio, secondo il censimento del 2011, conta 2.985 abitanti.

## Località
Nel territorio del villaggio sono presenti le seguenti 4 località:
- Leneelo di 5 abitanti,
- Mabatwe di 23 abitanti,
- Mmabi di 73 abitanti,
- Mokwena di 35 abitanti